# Oxalis dillenii
Oxalis dillenii — вид квіткових рослин родини квасеницевих (Oxalidaceae). Ареал: Канада, США, Мексика; натуралізований чи інтродукований у Європі, Бермудських островах, Кореї. У Європі зустрічається в бур'янових угрупованнях.

## Середовище проживання
Населяє пасовища, узбіччя доріг, газони, піщані, кам'янисті або гравійні ґрунти; 0–300 метрів.

## Біоморфологічна характеристика
Це кореневищний одно-багаторічник. Стебла, листя та квітконоси мають сіро-зелений вигляд через велику кількість одноклітинних волосків. Надземних стебел (1)2–8 від основи, спочатку прямі, часто стають лежачими, 10–25 см, зазвичай трав'янисті, іноді дерев'яніють проксимально, щільно й рівномірно смугуваті, волоски прямі. Листки прикореневі й стеблові; прилистки довгасті, дуже вузькі й зрощені з ніжкою; листкова ніжка 1–4 см; листочків 3, зелені, (4)6–15(21) мм. Суцвіття зазвичай зонтикоподібні, рідше неправильні, 1–3(8)-квіткові; квітконоси 1–6(10) см. Пелюстки жовті, (2.5)4–8 мм. Коробочки кутасто-циліндричні, різко звужені до верхівки, 12–20(30) мм, густо-стригозо-волосисті. Насіння коричневе, має чітко помітні білі лінії на поперечних ребрах. Період цвітіння: лютий–травень(жовтень). 2n = 18, 20, 22, 24.